# غار تنگ تیرانداز شرقی
اشکفت تنگ تیرانداز شرقی مربوط به دوران پارینه‌سنگی جدید- دوران فرادیرینه‌سنگی است و در شهرستان پاسارگاد، بخش هخامنش، دهستان مادر سلیمان، روستای مبارک آّباد، ۲۰۰ متری جنوب شرق تنگ تیرانداز بلاغی واقع شده و این اثر در تاریخ ۱۸ شهریور ۱۳۸۷ با شمارهٔ ثبت ۲۳۳۷۷ به‌عنوان یکی از آثار ملی ایران به ثبت رسیده است.